# Grand Prix Pacyfiku 1994
Grand Prix Pacyfiku 1994 (oryg. Pacific Grand Prix) – druga runda Mistrzostw Świata Formuły 1 w sezonie 1994, która odbyła się 17 kwietnia 1994. Pierwsze Grand Prix Pacyfiku, po raz pierwszy na torze Tanaka International Circuit w Aida (obecnie Mimasaka).

## Wyniki

### Kwalifikacje
| P                       | Nr | Kierowca              | Konstruktor(-silnik) | Opony | Czas     | Odstęp   | Strata   |
| ----------------------- | -- | --------------------- | -------------------- | ----- | -------- | -------- | -------- |
| 1                       | 2  | Ayrton Senna          | Williams-Renault     | G     | 1:10.218 | -        | -        |
| 2                       | 5  | Michael Schumacher    | Benetton-Ford        | G     | 1:10.440 | 0:00.222 | 0:00.222 |
| 3                       | 0  | Damon Hill            | Williams-Renault     | G     | 1:10.771 | 0:00.331 | 0:00.553 |
| 4                       | 7  | Mika Häkkinen         | McLaren-Peugeot      | G     | 1:11.683 | 0:00.912 | 0:01.465 |
| 5                       | 28 | Gerhard Berger        | Ferrari              | G     | 1:11.744 | 0:00.061 | 0:01.526 |
| 6                       | 8  | Martin Brundle        | McLaren-Peugeot      | G     | 1:12.351 | 0:00.607 | 0:02.133 |
| 7                       | 27 | Nicola Larini         | Ferrari              | G     | 1:12.372 | 0:00.021 | 0:02.154 |
| 8                       | 14 | Rubens Barrichello    | Jordan-Hart          | G     | 1:12.409 | 0:00.037 | 0:02.191 |
| 9                       | 9  | Christian Fittipaldi  | Footwork-Ford        | G     | 1:12.444 | 0:00.035 | 0:02.226 |
| 10                      | 6  | Jos Verstappen        | Benetton-Ford        | G     | 1:12.554 | 0:00.110 | 0:02.336 |
| 11                      | 30 | Heinz-Harald Frentzen | Sauber-Mercedes      | G     | 1:12.686 | 0:00.132 | 0:02.468 |
| 12                      | 4  | Mark Blundell         | Tyrrell-Yamaha       | G     | 1:12.751 | 0:00.065 | 0:02.533 |
| 13                      | 10 | Gianni Morbidelli     | Footwork-Ford        | G     | 1:12.866 | 0:00.115 | 0:02.648 |
| 14                      | 3  | Ukyō Katayama         | Tyrrell-Yamaha       | G     | 1:13.013 | 0:00.147 | 0:02.795 |
| 15                      | 24 | Michele Alboreto      | Minardi-Ford         | G     | 1:13.016 | 0:00.003 | 0:02.798 |
| 16                      | 20 | Érik Comas            | Larrousse-Ford       | G     | 1:13.111 | 0:00.095 | 0:02.893 |
| 17                      | 23 | Pierluigi Martini     | Minardi-Ford         | G     | 1:13.529 | 0:00.418 | 0:03.311 |
| 18                      | 25 | Éric Bernard          | Ligier-Renault       | G     | 1:13.613 | 0:00.084 | 0:03.395 |
| 19                      | 29 | Karl Wendlinger       | Sauber-Mercedes      | G     | 1:13.855 | 0:00.242 | 0:03.637 |
| 20                      | 15 | Aguri Suzuki          | Jordan-Hart          | G     | 1:13.932 | 0:00.077 | 0:03.714 |
| 21                      | 19 | Olivier Beretta       | Larrousse-Ford       | G     | 1:14.101 | 0:00.169 | 0:03.883 |
| 22                      | 26 | Olivier Panis         | Ligier-Renault       | G     | 1:14.106 | 0:00.005 | 0:03.888 |
| 23                      | 12 | Johnny Herbert        | Lotus-Mugen-Honda    | G     | 1:14.424 | 0:00.318 | 0:04.206 |
| 24                      | 11 | Pedro Lamy            | Lotus-Mugen-Honda    | G     | 1:14.657 | 0:00.233 | 0:04.439 |
| 25                      | 31 | David Brabham         | Simtek-Ford          | G     | 1:14.748 | 0:00.091 | 0:04.530 |
| 26                      | 32 | Roland Ratzenberger   | Simtek-Ford          | G     | 1:16.536 | 0:01.788 | 0:06.318 |
| Nie zakwalifikowali się |    |                       |                      |       |          |          |          |
|                         | 34 | Bertrand Gachot       | Pacific-Ilmor        | G     | 1:16.927 | 0:00.391 | 0:06.709 |
|                         | 33 | Paul Belmondo         | Pacific-Ilmor        | G     | 1:17.450 | 0:00.523 | 0:07.232 |
| P                       | Nr | Kierowca              | Konstruktor(-silnik) | Opony | Czas     | Odstęp   | Strata   |

### Wyścig
| P                 | + / – | Nr | Kierowca              | Konstruktor       | Opony | Okr. | Czas / Strata | Komentarz                  |
| ----------------- | ----- | -- | --------------------- | ----------------- | ----- | ---- | ------------- | -------------------------- |
| 1                 | 1     | 5  | Michael Schumacher    | Benetton-Ford     | G     | 83   | 1h46:01.693   |                            |
| 2                 | 3     | 28 | Gerhard Berger        | Ferrari           | G     | 83   | +1:15.300     |                            |
| 3                 | 5     | 14 | Rubens Barrichello    | Jordan-Hart       | G     | 82   | +1 okr.       |                            |
| 4                 | 5     | 9  | Christian Fittipaldi  | Footwork-Ford     | G     | 82   | +1 okr.       |                            |
| 5                 | 6     | 30 | Heinz-Harald Frentzen | Sauber-Mercedes   | G     | 82   | +1 okr.       |                            |
| 6                 | 10    | 20 | Érik Comas            | Larrousse-Ford    | G     | 80   | +3 okr.       |                            |
| 7                 | 16    | 12 | Johnny Herbert        | Lotus-Mugen-Honda | G     | 80   | +3 okr.       |                            |
| 8                 | 16    | 11 | Pedro Lamy            | Lotus-Mugen-Honda | G     | 79   | +4 okr.       |                            |
| 9                 | 13    | 26 | Olivier Panis         | Ligier-Renault    | G     | 78   | +5 okr.       |                            |
| 10                | 8     | 25 | Éric Bernard          | Ligier-Renault    | G     | 78   | +5 okr.       |                            |
| 11                | 15    | 32 | Roland Ratzenberger   | Simtek-Ford       | G     | 78   | +5 okr.       |                            |
| Niesklasyfikowani |       |    |                       |                   |       |      |               |                            |
|                   |       | 10 | Gianni Morbidelli     | Footwork-Ford     | G     | 69   |               | silnik                     |
|                   |       | 29 | Karl Wendlinger       | Sauber-Mercedes   | G     | 69   |               | kolizja z Alboreto         |
|                   |       | 24 | Michele Alboreto      | Minardi-Ford      | G     | 69   |               | kolizja z Wendlingerem     |
|                   |       | 8  | Martin Brundle        | McLaren-Peugeot   | G     | 67   |               | przegrzanie silnika        |
|                   |       | 23 | Pierluigi Martini     | Minardi-Ford      | G     | 63   |               | poślizg                    |
|                   |       | 6  | Jos Verstappen        | Benetton-Ford     | G     | 54   |               | poślizg                    |
|                   |       | 0  | Damon Hill            | Williams-Renault  | G     | 49   |               | układ przeniesienia napędu |
|                   |       | 15 | Aguri Suzuki          | Jordan-Hart       | G     | 44   |               | układ kierowniczy          |
|                   |       | 3  | Ukyō Katayama         | Tyrrell-Yamaha    | G     | 42   |               | silnik                     |
|                   |       | 7  | Mika Häkkinen         | McLaren-Peugeot   | G     | 19   |               | skrzynia biegów            |
|                   |       | 19 | Olivier Beretta       | Larrousse-Ford    | G     | 14   |               | elektryka                  |
|                   |       | 31 | David Brabham         | Simtek-Ford       | G     | 2    |               | elektryka                  |
|                   |       | 2  | Ayrton Senna          | Williams-Renault  | G     | 0    |               | kolizja z Häkkinenem       |
|                   |       | 27 | Nicola Larini         | Ferrari           | G     | 0    |               | kolizja z Senną            |
|                   |       | 4  | Mark Blundell         | Tyrrell-Yamaha    | G     | 0    |               | kolizja z Comasem          |
| P                 | + / – | Nr | Kierowca              | Konstruktor       | Opony | Okr. | Czas / Strata | Komentarz                  |

### Najszybsze okrążenie
| Nr | Kierowca           | Konstruktor   | Opony | Czas     | Okr. |
| -- | ------------------ | ------------- | ----- | -------- | ---- |
| 5  | Michael Schumacher | Benetton-Ford | G     | 1:14.023 | 10   |